# Lijst van vliegvelden in Turkije
Dit is een lijst van internationale vliegvelden in Turkije, gesorteerd op locatie.
| Locatie   | ICAO | IATA | Naam                                    |
| Ankara    | LTAC | ESB  | Luchthaven Ankara Esenboga              |
| Antalya   | LTAI | AYT  | Luchthaven Antalya                      |
| Istanboel | LTBA | IST  | Luchthaven Istanbul Atatürk             |
| Istanboel | LTFJ | SAW  | Luchthaven Istanbul Sabiha Gökçen       |
| İzmir     | LTBJ | ADB  | Luchthaven İzmir Adnan Menderes         |
| Adana     | LTAF | ADA  | Luchthaven Sakirpasa                    |
| Kayseri   | LTAU | ASR  | Luchthaven Kayseri Erkilet              |
| Muğla     | LTFE | BJV  | Luchthaven Bodrum Milas                 |
| Muğla     | LTBS | DLM  | Luchthaven Dalaman                      |
| Alanya    | LTFG | GZP  | Luchthaven Gazipaşa                     |
| Gaziantep | LTAJ | GZT  | Luchthaven Gaziantep Oğuzeli Havalimanı |

Dit is een lijst van regionale vliegvelden in Turkije:
| Locatie       | ICAO | IATA | Naam                        |
| Adıyaman      | LTCP | ADF  | Luchthaven Adıyaman         |
| Afyon         | LTAH | AFY  | Luchthaven Afyon            |
| Ağrı          | LTCO | AJI  | Luchthaven Ağrı             |
| Amasya        | LTAP | MZH  | Luchthaven Merzifon         |
| Balıkesir     | LTBF | BZI  | Luchthaven Balıkesir        |
| Balıkesir     | LTBG | BDM  | Luchthaven Bandirma         |
| Balıkesir     | LTFD | EDO  | Luchthaven Edremit Korfez   |
| Batman        | LTCJ | BAL  | Luchthaven Batman           |
| Bursa         | LTBR | YEI  | Luchthaven Yenisehir        |
| Çanakkale     | LTBH | CKZ  | Luchthaven Çanakkale        |
| Denizli       | LTAY | DNZ  | Luchthaven Cardak           |
| Diyarbakır    | LTCC | DIY  | Luchthaven Diyarbakır       |
| Elazığ        | LTCA | EZS  | Luchthaven Elazığ           |
| Erzincan      | LTCD | ERC  | Luchthaven Erzincan         |
| Erzurum       | LTCE | ERZ  | Luchthaven Erzurum          |
| Eskişehir     | LTBI | ESK  | Luchthaven Eskişehir        |
| Gaziantep     | LTAJ | GZT  | Luchthaven Oguzeli          |
| Isparta       | LTFC | ISE  | Luchthaven Suleyman Demirel |
| Kahramanmaraş | LTCN | KCM  | Luchthaven Kahramanmaraş    |
| Kars          | LTCF | KSY  | Luchthaven Kars             |
| Kastamonu     | LTAL | KFS  | Luchthaven Kastamonu        |
| Konya         | LTAN | KYA  | Luchthaven Konya            |
| Malatya       | LTAT | MLX  | Luchthaven Erhac            |
| Mardin        | LTCR | MQM  | Luchthaven Mardin           |
| Muş           | LTCK | MSR  | Luchthaven Muş              |
| Nevşehir      | LTAZ | NAV  | Luchthaven Kapadokya        |
| Samsun        | LTFH | SZF  | Luchthaven Carsamba         |
| Şanlıurfa     | LTCH | SFQ  | Luchthaven Şanlıurfa        |
| Siirt         | LTCL | SXZ  | Luchthaven Siirt            |
| Sinop         | LTCM | SIC  | Luchthaven Sinop            |
| Sivas         | LTAR | VAS  | Luchthaven Sivas            |
| Tekirdağ      | LTBU | TEQ  | Luchthaven Corlu            |
| Tokat         | LTAW | TJK  | Luchthaven Tokat            |
| Uşak          | LTBO | USQ  | Luchthaven Uşak             |
| Van           | LTCI | VAN  | Luchthaven Ferit Melen      |